# Lasimos-Krater
Als Lasimos-Krater wird in der archäologischen Forschung ein um 330–310 v. Chr. produzierter apulischer Volutenkrater bezeichnet, der von großer Bedeutung für die Erforschung der unteritalischen Vasenmalerei war. 
Die Vase befand sich vor 1688 in der Sammlung von Giuseppe Valletta in Neapel. 1688 wurde sie durch Francesco de’ Ficoroni für die Sammlung des Kardinals Filippo Antonio Gualtieri in Rom erworben, 1730 durch Papst Clemens XII. für die Vatikanische Apostolische Bibliothek, wo sie ab 1734 ausgestellt war. 1797 wurde sie von Napoleon nach Paris gebracht und befindet sich seit 1799 im Pariser Louvre (Inventarnummer K 66 [N 3147]).
Der Lasimos-Krater wurde vom späten 18. bis zum frühen 19. Jahrhundert häufig in der Forschungsliteratur zitiert, weil man in der Inschrift LASIMOS EGRAPSE den Namen eines Vasenmalers erkennen wollte. Damit hätte sich die Zahl der namentlich bekannten Vasenmaler Unteritaliens auf drei erhöht. Neben Lasimos kannte man noch Asteas und Python. Wissenschaftlich diskutiert wurden die Schriftform der Buchstaben und die Einordnung des Werkes des Lasimos in der unteritalischen Vasenmalerei. Doch hat die neuere Forschung herausgefunden, dass die Namensinschrift auf dem Krater eine neuzeitliche Zutat auf dem ansonsten antiken Gefäß ist. Einen antiken Vasenmaler Lasimos gab es demnach nicht. Arthur D. Trendall schreibt die Vase der Gruppe von Tarent 7013 zu, die in der Nachfolge des Patera-Malers und des Baltimore-Malers steht. 
Gezeigt wird auf der Vorderseite des Kraters der auf dem Schoß seiner Mutter liegende Opheltes.